# Отряд «Дельта» 2
Отряд «Дельта» 2 (англ. Delta Force 2: The Colombian Connection) — американский художественный фильм 1990 года.

## Синопсис
Известный наркобарон Рамон Кота берёт в заложники американских агентов управления по борьбе с наркотиками, в том числе одного из бойцов элитного отряда «Дельта», и заключает их под стражу в удалённом лагере в вымышленной латиноамериканской стране Сан-Карлос.

## В ролях
- Чак Норрис — Полковник Скотт Маккой
- Билли Драго — Рамон Кота
- Джон П. Райан — Генерал Тейлор
- Ричард Джекел — Агент Джон Пейдж
- Пол Перри — Майор Бобби Чэйвз
- Гектор Меркадо — Мигель
- Марк Маргулис — Генерал Алмега
- Матео Гомес — Эрнесто Флорес
- Рут Де Соса — Рита Чэйвз